# Pirenoide

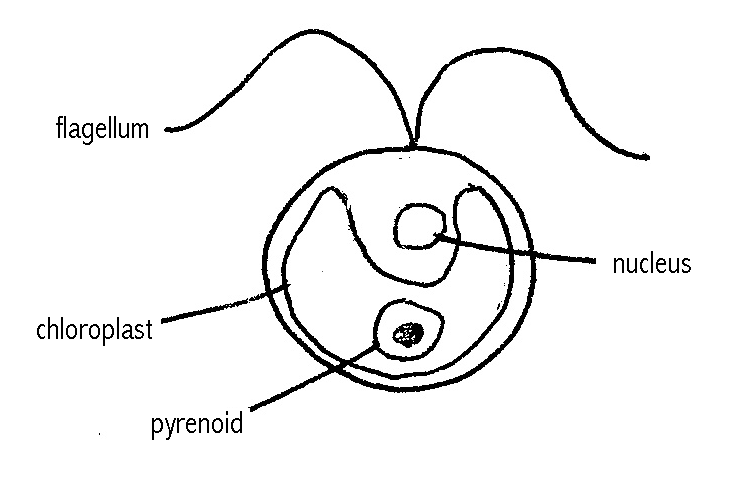
Dibuix representant un pirenoide en Chlamydomonas

Els pirenoides en biologia cel·lular són orgànuls centres de la fixació del diòxid de carboni, per a la fotosíntesi, que són presents dins dels cloroplasts d'algues i els antocerotes. Els pirenoides no estan enllaçats a membranes biològiques sinó zones especialitzades de plasts que contenen alts nivells RubisCO.
La concentració de RuBisCO dins el pirenoide és tan alta que conté tot l'orgànul i aquest assumeix una aparença cristal·lina.
Els pirenoides poden servir per ajudar la concentració de diòxid de carboni dissolt evitant la difusió des del lloc de la fixació i reduint-ne simultàniament el nivell d'oxigen. L'excessiu nivell de CO₂ pot també inhibir la reacció de fixació de diòxid de carboni catalitzada RuBisCO.
El pirenoide és una massa fonamentalment proteica, incolora, i molt refringent que s'observa en l'estroma dels plastidis de moltes algues eucariotes (protists aquàtics autòtrofs) de diferents grups. No es troba en les plantes superiors. Es creu que la taxa més baixa de difusió del diòxid de carboni en l'aigua comparada amb la de l'aire (1:1000) afavoreix la seva presència en els organismes petits submergits.
Deriva evolutivament del carboxisoma dels cianobacteris. El polisacàrid paramylon es presenta en els pirenoides des Euglenoidae, com Euglena gracilis.